# Brożek (polana)
Brożek – położona na wysokości około 920–970 m n.p.m. duża polana na południowo-zachodnim grzbiecie Bukowiny Waksmundzkiej w Gorcach. Znajduje się przy zielonym szlaku z Nowego Targu-Kowańca na Turbacz i jest jedną z ciągu wielu polan przy tym szlaku. Charakterystycznym elementem polany jest znajdujące się na kopulastym wzniesieniu 968 m oryginalne sanktuarium świętego Maksymiliana Kolbe, na które składają się: trzy suche drzewa postawione korzeniami do góry i otoczone drutem kolczastym, ołtarz polowy, figurka Matki Boskiej, płaskorzeźba Maksymiliana Kolbego, krzyż z pasiakiem oraz numerem obozowym brata Kolbego, tablice informacyjne, pamiątkowa tablica poświęcona franciszkaninowi, ojcu Dionizemu Śmiałkowskiemu, oraz tablica upamiętniająca twórcę tego sanktuarium – Stefana Mrugałę (zm. 1985), który w bacówce na polanie Brożek spędzał wiele czasu.
Na polowym ołtarzu odprawiane są msze święte, najbardziej uroczysta odbywa się 14 sierpnia, w dniu, w którym wspomina się Maksymiliana Kolbego. Odbywają się tutaj również majówki, a w wigilię Bożego Narodzenia góralska pasterka przy watrach.
Msze św. odprawiali tutaj też o. Kazimierz Krakowczyk, opiekun pobliskiej Kaplicy Matki Boskiej Leśnej Królowej Gorców, znajdującej na Polanie Rusnakowej, oraz ks. Paweł Łukaszka.
Polana Brożek według tablicy informacyjnej zamontowanej w sanktuarium św. Maksymiliana Kolbe nosi nazwę Polany Wachowej. Znajduje się poza obrębem Gorczańskiego Parku Narodowego i jest własnością prywatną. Z polany widoczne są Tatry, dolina Dunajca, Jezioro Czorsztyńskie i Pieniny. Dawniej była to hala pasterska, obecnie nie wypasa się już tutaj owiec i polana stopniowo zarasta lasem. Wiosną nadal zakwitają na niej krokusy. Dawne bacówki zamienione zostały na domki letniskowe (bez prądu elektrycznego).
Polana Brożek zajmuje grzbiet oraz wschodnie stoki, nieco niżej, ale na stokach zachodnich znajduje się inna, niewidoczna, bo oddzielona pasem lasu inna polana – Czereśnica. Szlak turystyczny omija ją.
Polana Brożek należy do wsi Waksmund w województwie małopolskim, w powiecie nowotarskim, w gminie Nowy Targ.

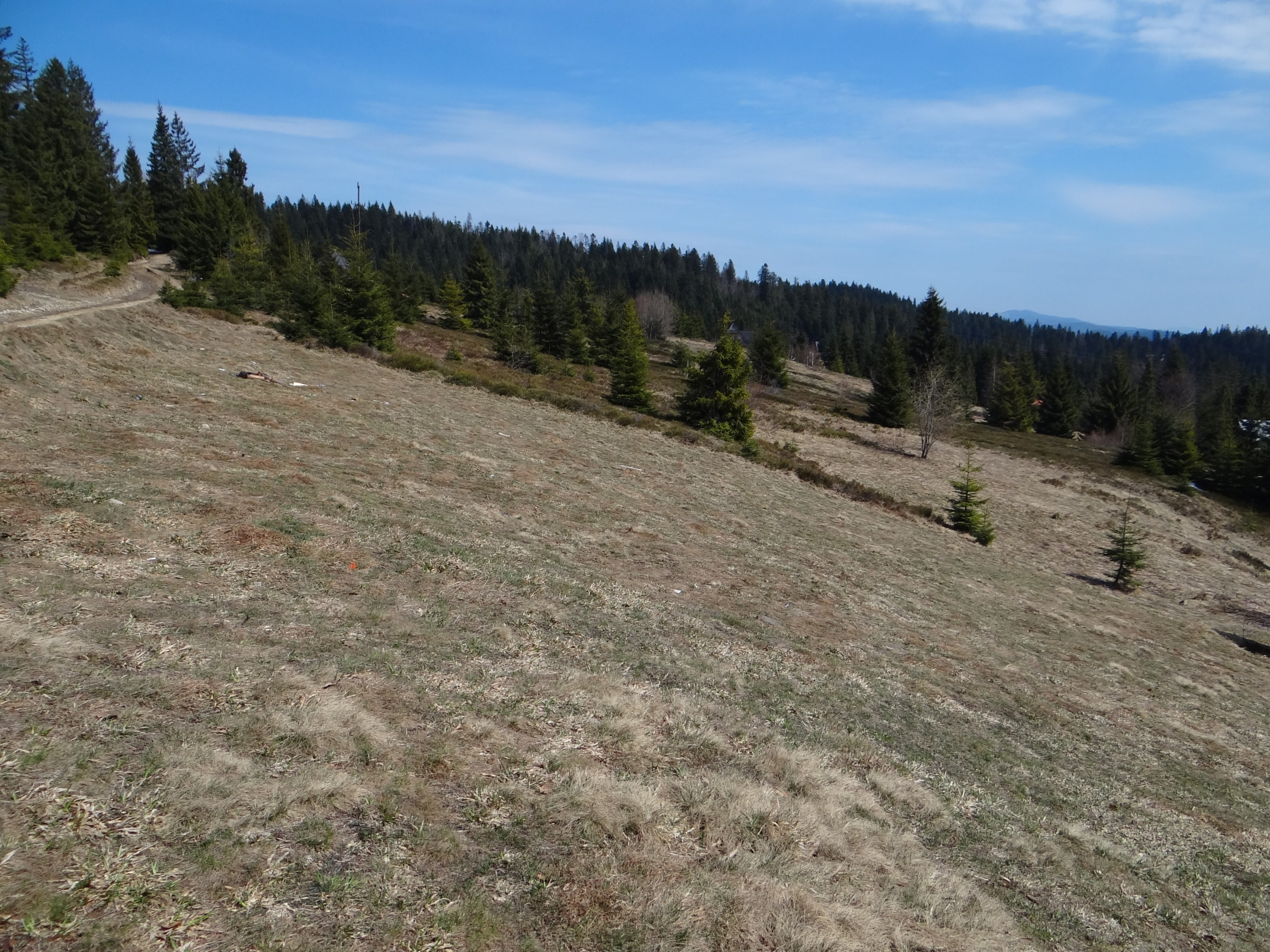
Fragment polany

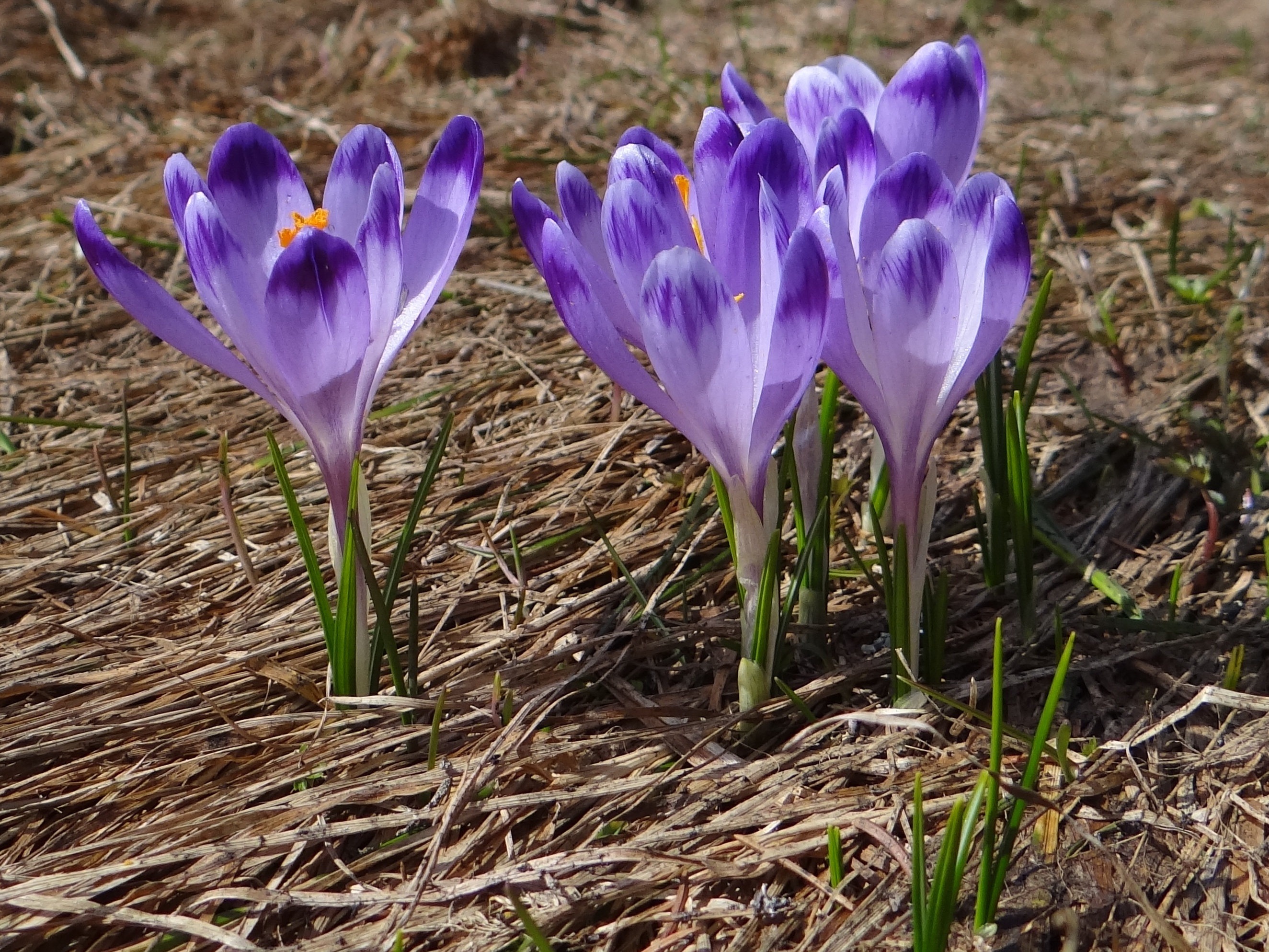
Krokusy na polanie Brożek

## Szlak turystyczny
Kowaniec (Nowy Targ) – Łukusowa – polana Brożek – Sralówki – Bukowina Waksmundzka – polana Świderowa – Długie Młaki (Gorce) – Turbacz. Odległość 7,6 km, suma podejść 590 m, suma zejść 30 m, czas przejścia 2:30 h, ↓ 2 h.